# Сто тысяч долларов США
Банкнота в 100 тысяч долларов США — золотой сертификат, выпускавшийся в 1934 и 1935 годах в Соединённых Штатах Америки. Никогда не находился в массовом обороте — предназначался для использования Федеральными резервными банками разных штатов для проведения трансакций между собой, а пользование золотыми сертификатами для повседневных расчётов стало запрещено ещё в 1933 году. Имеет самый большой номинал среди всех банкнот страны. На аверсе изображён Вудро Вильсон — 28-й президент США. На реверсе указана сумма билета цифрами и прописью, эта часть выполнена в оранжевом цвете. Экземпляры с серийными номерами A00000001A и A00020109A представлены в Национальном музее американской истории.
Сумма в $100 тыс. тех лет в пересчёте на деньги 2012 года равняется $1,6 млн.